# Regalmspitze
De Regalmspitze, ook Regalpspitze genoemd, is een berg in de deelstaat Tirol, Oostenrijk. De berg heeft een hoogte van 2.253 meter.
De Regalmspitze is onderdeel van het Kaisergebergte.